# Niedożywienie

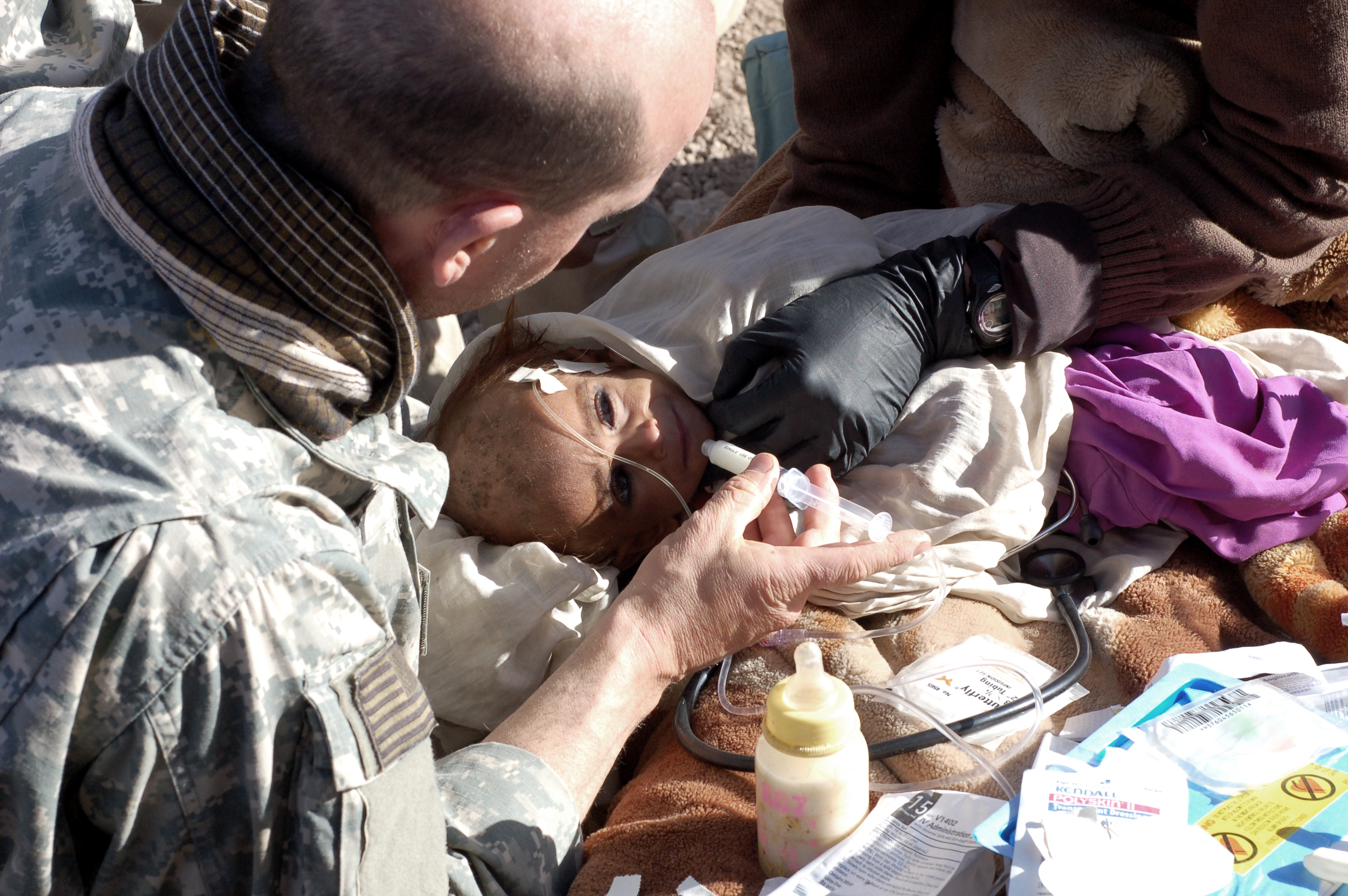
Pomoc udzielana niedożywionej afgańskiej dziewczynce (wiek 18 miesięcy, waga 6,4 kg)

Niedożywienie (łac. inanitio, ang. undernutrition) – stan organizmu żywego będący skutkiem, zazwyczaj przedłużonego, niedoboru składników pokarmowych (najczęściej tłuszczów i węglowodanów) wynikającym bądź z niedoboru określonych składników w spożywanych pokarmach, bądź to z ich niewielkiej ilości. Skutkiem niedożywienia jest zazwyczaj utrata masy ciała i wychudzenie, rzadziej objawy niedoboru jakiegoś składnika, np. witamin w spożywanym pokarmie. Niedożywienie może być przyczyną znacznego osłabienia organizmu i depresji, apatii czy rozdrażnienia.